# Frederick Marquis, 1:e earl av Woolton
Frederick James Marquis, 1:e earl av Woolton, född 23 augusti 1883, död 14 december 1964, var en engelsk affärsman och politiker som var ordförande för det konservativa partiet från 1946 till 1955.
I april 1940 utsågs han till livsmedelsminister och införde ransoneringssystemet. Under denna tid upprätthöll han livsmedelsimport från Amerika och organiserade ett program för gratis skolmåltider. Den vegetariska "Woolton-pajen" fick sitt namn efter Woolton, som ett av recepten som rekommenderades till den brittiska allmänheten på grund av bristen på kött, fisk och mejeriprodukter under andra världskriget. År 1943 utsågs Woolton till minister för återuppbyggnad och planering för efterkrigstidens Storbritannien.

## Tidig karriär
Woolton föddes i Ordsall i Lancashire 1883. Han var det enda överlevande barnet till sadelmakaren Thomas Robert Marquis (1857–1944) och hans hustru Margaret Marquis, född Ormerod (1854–1923). Utbildad i Ardwick och sedan vid Manchester Grammar School och University of Manchester, var Woolton en aktiv medlem av den unitariska kyrkan. Han var aktiv inom socialt arbete i Liverpool (1906–1918).
Woolton hoppades på en akademisk karriär inom samhällsvetenskap, men hans önskan gick om intet på grund av familjens ekonomiska situation, och han blev matematiklärare vid Burnley Grammar School. Han tvingades tacka nej till ett forskarstipendium i sociologi vid University of London, men utnämndes till forskare i nationalekonomi vid University of Manchester 1910, där han tog en magisterexamen 1912.
Efter att ha bedömts vara olämplig för militärtjänst blev Woolton statstjänsteman, först i War Office, sedan vid Leather Control Board, där han tjänstgjorde som civil stövelkontrollant. I slutet av kriget blev han sekreterare i Boot Manufacturers' Federation och gick med i Lewis varuhus i Liverpool, där han var verkställande direktör (1928–1951), blev direktör 1928 och ordförande 1936. År 1938 svarade han på Anschluss genom att tillkännage att hans butiker skulle bojkotta Nazitysklands varor. Trots allmänhetens stöd blev han tillrättavisad av Horace Wilson på uppdrag av Neville Chamberlains nationella regering för att ha avvikit från deras europeiska eftergiftspolitik.
Woolton adlades till Knight 1935 och upphöjdes till pärsvärdighet 1939 för sitt bidrag till den brittiska industrin. Trots sin önskan informerades han om att det inte var möjligt att bli "Baron Marquis" (eftersom "Markis" eller "Marquis", är en grad av brittisk adelsvärdighet), så han tog titeln Baron Woolton efter Liverpoolförorten Woolton där han hade bott. Han tjänstgjorde därefter i flera regeringskommittéer (inklusive Cadman-kommittén). Han vägrade att ansluta sig till något politiskt parti.

## Andra världskriget
I april 1940 utsågs Woolton till livsmedelsminister av Neville Chamberlain, en av flera ministerutnämningar utanför politiken. Woolton behöll denna position till 1943. Han hade uppsikt över 50 000 anställda och över tusen lokala kontor där folk kunde få ransoneringskort. Hans ministerium hade i princip monopol på all mat som såldes i Storbritannien, oavsett om den var importerad eller lokal. Hans uppdrag var att garantera tillräckligt med näring för alla. Eftersom livsmedelsförsörjningen skars ner kraftigt på grund av fiendens agerande och militärens behov, var ransonering nödvändig. Woolton och hans rådgivare hade ett system i åtanke, men ekonomer övertygade dem att istället försöka med poängransonering. Alla skulle ha ett visst antal poäng i månaden som de kunde fördela hur de ville. Det experimentella tillvägagångssättet för livsmedelsransonering har ansetts vara framgångsrikt. Faktum är att livsmedelsransoneringen var en stor framgångssaga i Storbritanniens krig.

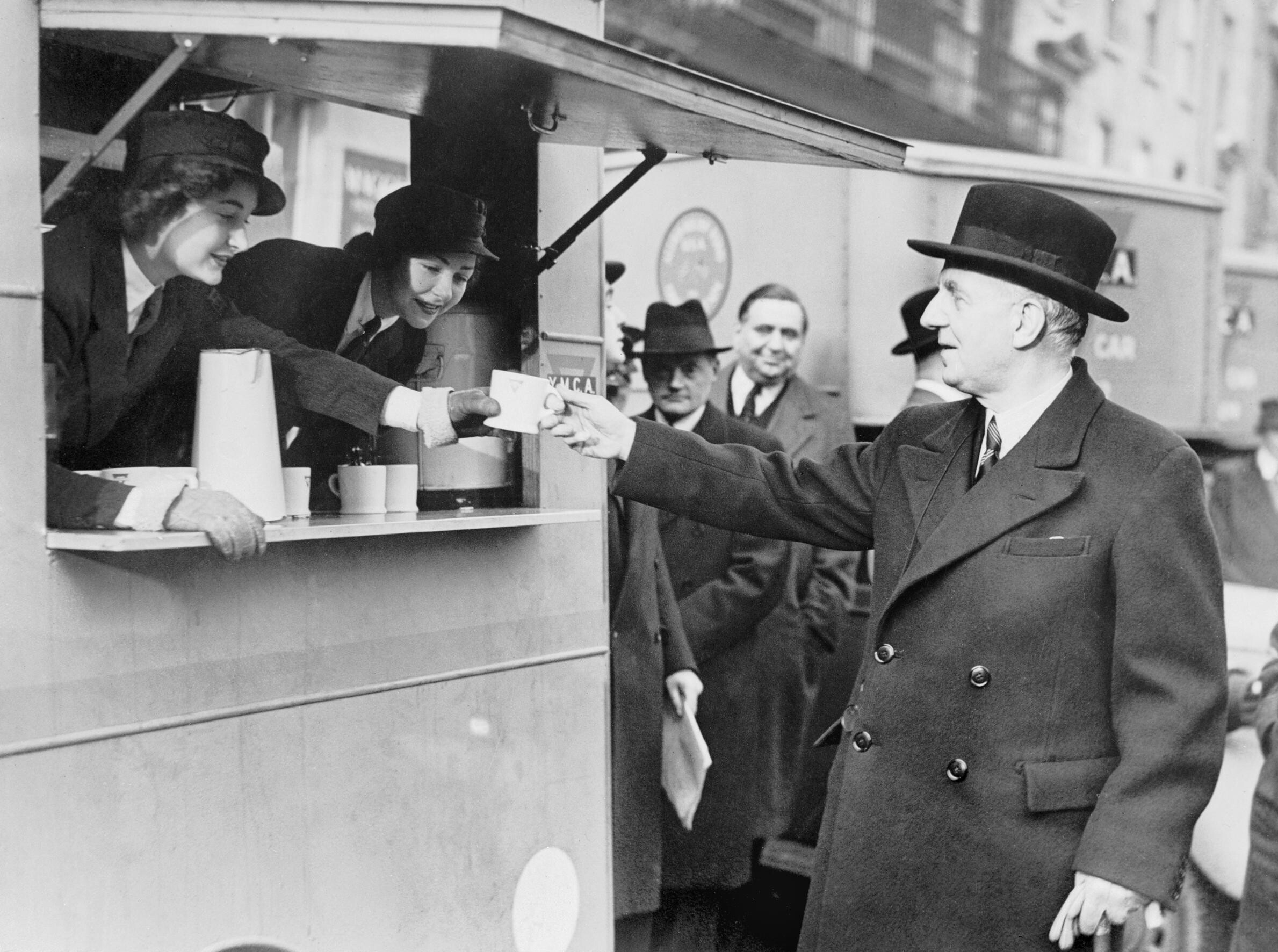
Livsmedelsminister Woolton under andra världskriget

I slutet av juni 1940, när en tysk invasion hotade, försäkrade Woolton allmänheten om att det fanns beredskapslager av livsmedel på plats som skulle räcka "i flera veckor" även om sjöfarten inte kunde komma fram. Han sa att "järnransoner" förvarades för att användas endast i stora nödsituationer. Andra ransoner lagrades i utkanterna av städer som utsattes för tysk bombning. När Blitzen började på sensommaren 1940 var han redo med mer än 200 utfodringsstationer i London och andra städer som var under attack. Woolton hade till uppgift att övervaka ransoneringen på grund av krigsbrist. Han ansåg att det inte var tillräckligt att endast införa restriktioner, utan att det även krävdes ett reklamprogram till stöd för detta. Han varnade för att kött och ost, liksom bacon och ägg, var en bristvara och skulle förbli så. Han efterlyste en enklare kost och noterade att det fanns gott om bröd, potatis, vegetabiliska oljor, fetter och mjölk.
I januari 1941 hade den vanliga livsmedelsförsörjningen i utlandet halverats. År 1942 anlände dock rikliga livsmedelsleveranser genom Lend-Lease Act från USA och ett liknande kanadensiskt program. Han oroade sig för barnen och såg till att Storbritannien 1942 erbjöd 650 000 barn gratis skolmat. Omkring 3 500 000 barn fick mjölk i skolan och fick förtur i hemmet. Hans nationella limpa av fullkornbröd ersatte dock den vanliga vita varianten, till de flesta hemmafruars avsmak.  Barnen lärde sig att godisförrådet minskades för att spara fraktutrymme.
Woolton höll nere matpriserna genom att subventionera ägg och andra varor. Han marknadsförde recept som fungerade bra med ransoneringssystemet, bland annat "Woolton pie", som bestod av morötter, palsternacka, potatis och rovor i havregryn, med ett bakverk eller en potatisskorpa, och serverad med brun sås. Wooltons affärskunskaper gjorde livsmedelsministeriets jobb till en framgång, och han fick en stark personlig popularitet trots bristen.
Han blev medlem av Kronrådet 1940 och tilldelades Order of the Companions of Honour 1942. År 1943 gick Woolton in i krigskabinettet som minister för återuppbyggnad och tog hand om den svåra uppgiften att planera för efterkrigstidens Storbritannien och i denna roll dök han upp på omslaget till Time i numret av den 26 mars 1945. I maj 1945 var han med i Winston Churchills "Caretaker"-regering som Lordpresident.

## Partiledare för det konservativa partiet
I juli 1945 förlorade Churchill valet 1945 och hans regering föll. Dagen därpå gick Woolton med i det konservativa partiet och utsågs snart till partiordförande, med uppgift att förbättra partiets organisation i landet och vitalisera den inför framtida val. Under Woolton genomfördes många genomgripande reformer, och när de konservativa återvände till makten 1951 tjänstgjorde Woolton i kabinettet under de följande fyra åren. Woolton återuppbyggde de lokala organisationerna med betoning på medlemskap, pengar och en enad nationell propaganda i kritiska frågor. För att bredda basen av potentiella kandidater gav det nationella partiet ekonomiskt stöd till kandidater och hjälpte de lokala organisationerna att samla in lokala pengar. Woolton föreslog också att partiet skulle byta namn till Union Party och betonade senare en retorik som karakteriserade motståndarna som "socialistiska" snarare än "Labour". Han fick äran för de konservativas seger 1951, deras första sedan 1935.
I maj 1950 uppmanade Woolton, med Churchills godkännande, till en slags koalition med det liberala partiet baserat på nio principer som han sade att de var överens om:

Heraldiskt vapen för Frederick Marquis, 1:e earl av Woolton

1. Motstånd mot "statens alltför inkräktande makt över individernas liv och över de processer som denna kommersiella nation genomlever"
2. Motstånd mot nationaliseringen av produktions-, distributions- och utbytesmedlen, "vilket är socialismens trosbekännelse";
3. Motstånd mot "centraliseringen av regeringen i Whitehall och försvagningen av de lokala myndigheternas inflytande";
4. Tron på "etablerandet, under privat företagsamhet, av kompanjonskap inom industrin, varigenom alla led som är engagerade i det skall ... andel i den ökade avkastningen som kommer av större ansträngning eller ökad skicklighet".
5. Tron på att upprätthålla en hög och stabil sysselsättningsnivå.
6. Övertygelse om att "statens bästa syften tjänas när det finns sparsamhet i den offentliga förvaltningen och när regeringen bedrivs med rigoröst undvikande av slöseri";
7. Tro på en hög standard när det gäller hälsa, bostad och utbildning, i kombination med religionsfrihet.;
8. Erkännande av den nationella plikten att upprätthålla tillräckliga försvarsstyrkor, av faran för den militanta kommunismen och av nödvändigheten av ett nära ekonomiskt och politiskt samarbete med Amerika och Västeuropa;
9. "Tolerans, kamratskap och enhet mellan alla klasser."

Den liberala ledningen förkastade koalitionen som en koalition som de konservativa skulle kontrollera. Labour hade nyligen vunnit valet 1950 med knapp marginal. De konservativa vann valet 1951 utan liberal hjälp.
Vid kröningen 1953 blev han adlad till Viscount Woolton.
År 1956 hedrades han ytterligare när han blev Earl av Woolton med undertiteln Viscount Walberton.

## Död
Woolton avled den 14 december 1964 i sitt hem Walberton House i Arundel, Sussex. Hans titlar gick i arv till hans son Roger. Han ligger begravd på St Mary's Church i Walberton.